# Czemierniki (gmina)
Czemierniki – gmina miejsko-wiejska w województwie lubelskim, w powiecie radzyńskim. W latach 1975–1998 gmina należała do województwa bialskopodlaskiego.
Siedziba gminy to Czemierniki.
Według danych z 30 czerwca 2004 gminę zamieszkiwało 4677 osób. Natomiast według danych z 31 grudnia 2017 roku gminę zamieszkiwały 4394 osoby.
Za Królestwa Polskiego gmina należała do powiatu lubartowskiego w guberni lubelskiej. 13 stycznia 1870 do gminy przyłączono pozbawione praw miejskich Czemierniki.

## Struktura powierzchni
Według danych z roku 2002 gmina Czemierniki ma obszar 107,71 km², w tym:
- użytki rolne: 69%
- użytki leśne: 23%

Gmina stanowi 11,16% powierzchni powiatu.

## Demografia

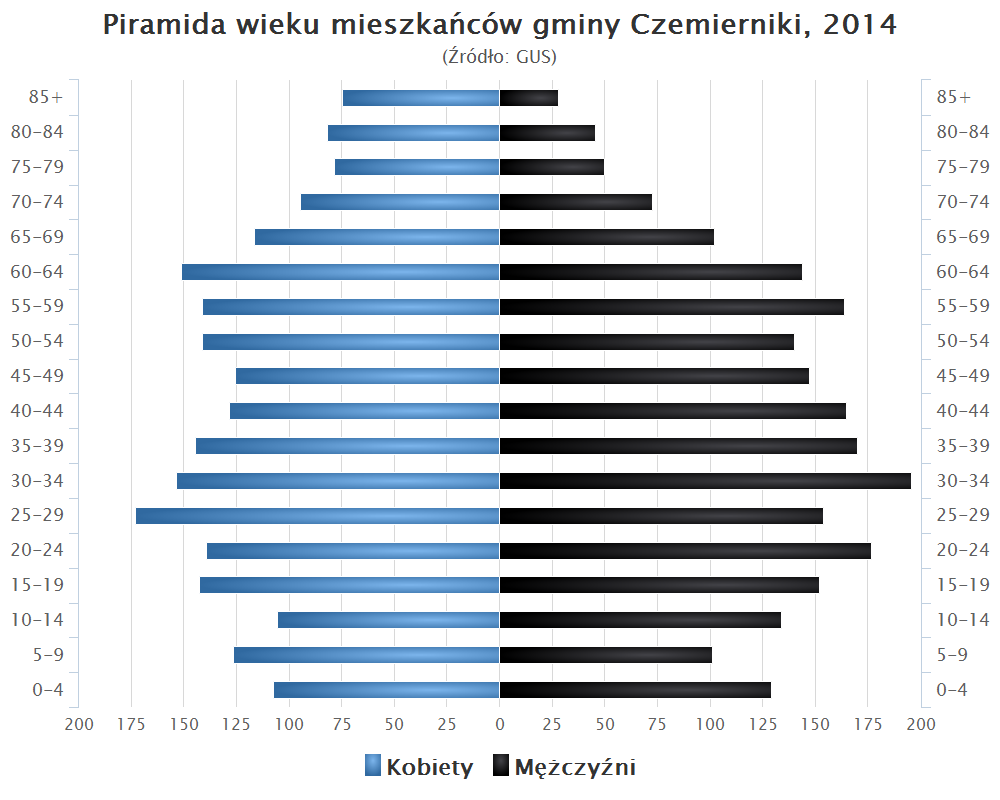
Piramida wieku mieszkańców gminy Czemierniki w 2014 roku

Dane z 30 czerwca 2004:
| Opis                              | Ogółem | Ogółem | Kobiety | Kobiety | Mężczyźni | Mężczyźni |
| --------------------------------- | ------ | ------ | ------- | ------- | --------- | --------- |
| Jednostka                         | osób   | %      | osób    | %       | osób      | %         |
| Populacja                         | 4677   | 100    | 2329    | 49,8    | 2348      | 50,2      |
| Gęstość zaludnienia [mieszk./km²] | 43,4   | 43,4   | 21,6    | 21,6    | 21,8      | 21,8      |

## Wykaz miejscowości w administracji gminy
| Nazwa główna                   | Rodzaj obiektu | Klasa obiektu | Miejscowość podstawowa |
| ------------------------------ | -------------- | ------------- | ---------------------- |
| Awuls                          | część wsi      | miejscowość   | Bełcząc                |
| Czemierniki-Północ             | część wsi      | miejscowość   | Czemierniki            |
| Skruda                         | część wsi      | miejscowość   | Czemierniki            |
| Stara Wieś                     | część wsi      | miejscowość   | Bełcząc                |
| Stara Wieś                     | część wsi      | miejscowość   | Niewęgłosz             |
| Brzeziny                       | kolonia wsi    | miejscowość   | Czemierniki            |
| Kolonia Czemierniki Południowe | kolonia wsi    | miejscowość   | Czemierniki            |
| Kolonia Pszonka                | kolonia wsi    | miejscowość   | Skoki                  |
| Kolonia Wygnanów               | kolonia wsi    | miejscowość   | Wygnanów               |
| Podlas                         | kolonia wsi    | miejscowość   | Niewęgłosz             |
| Rozwil                         | kolonia wsi    | miejscowość   | Niewęgłosz             |
| Awuls                          | osada leśna    | miejscowość   |                        |
| Brzeziny                       | osada leśna    | miejscowość   |                        |
| Działyń                        | osada leśna    | miejscowość   |                        |
| Tarkawka                       | osada leśna    | miejscowość   |                        |
| Branka                         | przysiółek wsi | miejscowość   | Niewęgłosz             |
| Czemierniki Drugie             | przysiółek wsi | miejscowość   | Czemierniki            |
| Czemierniki Pierwsze           | przysiółek wsi | miejscowość   | Czemierniki            |
| Dolna                          | przysiółek wsi | miejscowość   | Stoczek                |
| Dróżka                         | przysiółek wsi | miejscowość   | Bełcząc                |
| Gaj                            | przysiółek wsi | miejscowość   | Stoczek                |
| Kragowina                      | przysiółek wsi | miejscowość   | Stoczek                |
| Lisi Dół                       | przysiółek wsi | miejscowość   | Bełcząc                |
| Nadgościniec                   | przysiółek wsi | miejscowość   | Bełcząc                |
| Niecała                        | przysiółek wsi | miejscowość   | Stoczek                |
| Nowa Droga                     | przysiółek wsi | miejscowość   | Bełcząc                |
| Ostrowy                        | przysiółek wsi | miejscowość   | Bełcząc                |
| Podgaje                        | przysiółek wsi | miejscowość   | Bełcząc                |
| Podlasie                       | przysiółek wsi | miejscowość   | Skoki                  |
| Podleśna                       | przysiółek wsi | miejscowość   | Stoczek                |
| Przecinka                      | przysiółek wsi | miejscowość   | Skoki                  |
| Przeora                        | przysiółek wsi | miejscowość   | Bełcząc                |
| Przyłubce                      | przysiółek wsi | miejscowość   | Stoczek                |
| Przymiarki                     | przysiółek wsi | miejscowość   | Bełcząc                |
| Przymus                        | przysiółek wsi | miejscowość   | Stoczek                |
| Przypusty                      | przysiółek wsi | miejscowość   | Bełcząc                |
| Siedzana                       | przysiółek wsi | miejscowość   | Stoczek                |
| Stara Wieś                     | przysiółek wsi | miejscowość   | Stoczek                |
| Tatarzec                       | przysiółek wsi | miejscowość   | Czemierniki            |
| Uśniak                         | przysiółek wsi | miejscowość   | Bełcząc                |
| Zapietchowiec                  | przysiółek wsi | miejscowość   | Bełcząc                |
| Zapowitka                      | przysiółek wsi | miejscowość   | Stójka                 |
| Zygmuntowska                   | przysiółek wsi | miejscowość   | Stoczek                |
| Zygmuntów                      | przysiółek wsi | miejscowość   | Stoczek                |
| Bełcząc                        | wieś           | miejscowość   |                        |
| Czemierniki                    | wieś           | miejscowość   |                        |
| Lichty                         | wieś           | miejscowość   |                        |
| Niewęgłosz                     | wieś           | miejscowość   |                        |
| Skoki                          | wieś           | miejscowość   |                        |
| Stoczek                        | wieś           | miejscowość   |                        |
| Stójka                         | wieś           | miejscowość   |                        |
| Wygnanów                       | wieś           | miejscowość   |                        |

Źródło : Zbiory danych państwowego rejestru nazw geograficznych

## Sołectwa
Bełcząc, Czemierniki (sołectwa: Czemierniki i Czemierniki II), Lichty, Niewęgłosz, Skoki, Stoczek, Stójka, Wygnanów.

## Sąsiednie gminy
Borki, Ostrówek, Radzyń Podlaski, Radzyń Podlaski (miasto), Siemień, Wohyń